# Thành Nakijin

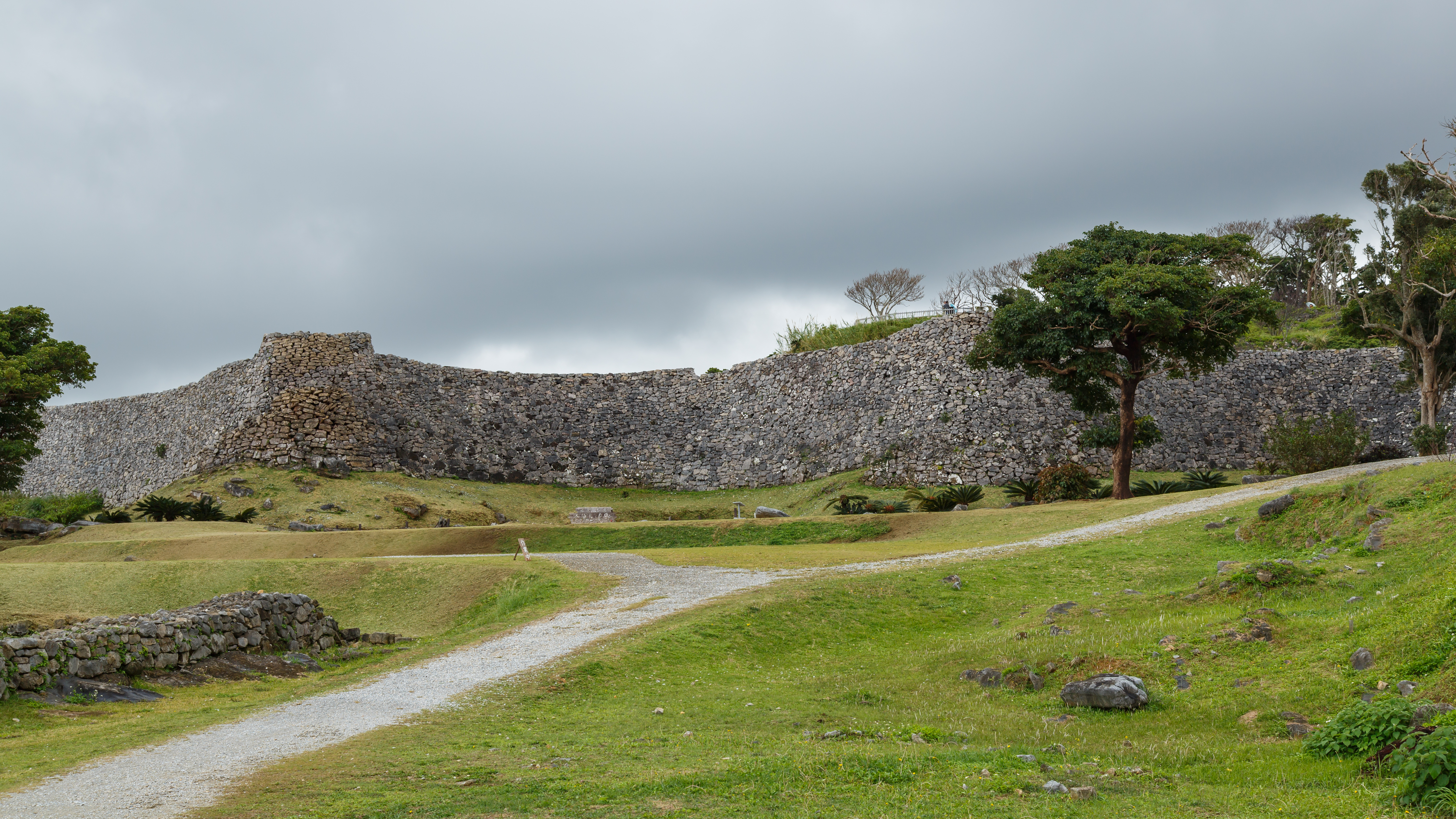
Thành Nakijin

Nakijin Castle (今帰仁城 (Kim Quy Nhân thành) Nakijin Gusuku) là một gusuku (ngự thành) nằm tại Nakijin, tỉnh Okinawa, Nhật Bản. Thành hiện đang là một phế tích. Vào cuối thế kỷ 14, đảo Okinawa có ba vương quốc cùng tồn tại là: Nam Sơn (Nanzan) ở phía nam, Trung Sơn (Chūzan) ở trung-nam, và Bắc Sơn (Hokuzan) ở phía bắc. Nakijin là một pháo đài của Bắc Sơn. Pháo đài gồm có một số rừng Utaki thiêng, phản ánh tầm quan trọng của gusuku như là một trung tâm của các tôn giáo. Thành nổi tiếng với những bông hoa anh đào Hikan nở từ giữa tháng một đến cuối tháng 2.

## Lịch sử
Mặc dù đã có án tư (lãnh chúa) Nakijin trước khi thành lập vương quốc Bắc Sơn, và do vậy một số phần của dinh thự án tư đã có thể nằm tại hoặc gần di tích từ trước đó, song người ta tin rằng kiểu gusuku của thành Nakijin chỉ xuất hiện khi thành lập vương quốc. Thành nằm trên bán đảo Motobu, trên một vỉa đá trồi lên, nhìn ra biển Hoa Đông.
Thành tách biệt với các khối nói chính tại bán đảo Motobu ở phía đông bằng một dốc sâu tạo thành một hẻm núi với một con suối ở dưới. Một dốc sâu từ phía bắc và đông bắc của thành dốc thẳng xuống bờ biển. Một cảng nhỏ trên vịnh từng nằm ngay sát đó để phục vụ thành, trong khi cảng Unten, cảng chính của vương quốc Bắc Sơn, nằm cách khoảng 5-6 dặm về phía đông.
Hoàng cung nằm nằm ở phần cao nhất và trong cùng của thành và được một khu vườn nhỏ và một con suối bao quanh. Ba ngôi đền (uganju, bái sở) nằm trên đỉnh cao nhất của vách đứng. Trong một hàng rào nằm ở phía ngoài hơn so với hoàng cung, ở độ cao thấp hơn một chút, là nhà của các chư hầu, cùng với các tòa nhà hành chính. Như một điển hình của việc xây dựng gusuku và thời điểm đó, thành có một bức tường bằng đá rất chắc chắn, song khá thô, thiếu một sự lắp ráp chính xác. Khoảng 1500 mét của bức tường bằng đá vôi vẫn còn lại cho đến ngày nay .
Thành nằm dưới sự cai quản của ba vị vua Bắc Sơn trước khi bị quân Trung Sơn tấn công và phá hủy vào năm 1416. Lãnh chúa Bắc Sơn (Hokuzan) lệ thuộc triều đình tại Shuri vẫn tiếp tục lấy đây làm nơi ở trong vài thế kỷ sau đó.
Là một địa điểm du lịch, di tích được biết đến với phong cảnh đẹp khi nhìn ra biển Hoa Đông, với sự hùng vĩ và ấn tượng của bức tường thành, và tổng thể không gian thành. Hokuzan có đặc điểm chung là không gian rộng lớn do ít điểm dân cư và dân số cũng ít hơn Trung Sơn và Nam Sơn. Nakijin cũng được coi là nơi đầu tiên tại Nhật Bản có thể ngắm và kỉ niệm hoa anh đào nở trong mỗi năm.